# Glandiceps coromandelicus
Glandiceps coromandelicus är en djurart som tillhör fylumet svalgsträngsdjur, och som beskrevs av Spengel 1907. Glandiceps coromandelicus ingår i släktet Glandiceps och familjen Spengelidae.
Artens utbredningsområde är Indiska oceanen. Inga underarter finns listade i Catalogue of Life.